# Lapola
I Lapola sono un gruppo comico cabarettista italiano formatosi il 24 aprile del 1986 a Cagliari.
A inizio carriera si esibirono in teatri di quartiere e nelle piazze, ma acquisirono molta fama realizzando trasmissioni sulla rete sarda Videolina. I principali personaggi che recitano in tantissime piazze isolane sono I Gemellini Chessa, Tzia Ninna, Aspiro Erba, Don Dino, Il filippino, Franca Littera, Arreiga, Castrizzio, il Capo Condomino, Ketty Manca e molti altri. Molti di questi personaggi prendono in giro in modo scherzoso i modi e gli accenti dei cagliaritani e talvolta degli abitanti di altri paesi.
Il nome della compagnia teatrale viene dall'antica denominazione del quartiere cagliaritano "Marina", e il gruppo è formato da Massimiliano Medda, Marco Camboni, Stefano e Massimiliano Lorrai, Francesco Ghiani e Daniele Gastaldi.

## Storia

### Gli inizi e gli anni novanta
I Lapola si formarono il 24 aprile del 1986 a Cagliari. Il nome della compagnia viene dal nome del rione della Marina, chiamato anticamente Lapola, dove nacquero e crebbero cinque componenti del gruppo.
Nel 1990 i Lapola vinsero la prima edizione del Festival regionale del cabaret, nel quale riuscirono ad accattivarsi le simpatie dei più giovani interpretando, in dialetto cagliaritano, un'esilarante fiaba tratta dal programma Lapola Show.
Nel 1991 i Lapola realizzarono una trasmissione chiamata Speriamo che venga qualcuno, titolo scelto probabilmente poiché il vero successo non era ancora arrivato. Lo spettacolo, con il tutto esaurito quasi ogni sera, riscosse invece un gran successo. Subito dopo, nel 1992 seguì il tour estivo Ricercati vivi o morti, sempre riscuotendo grande approvazione da parte del pubblico sardo.
Il successo continuò nel 1996 con Okkupazione, programma che fece record di ascolti, e nel 1998, dopo un anno di pausa, i Lapola tornarono in televisione con la trasmissione Vico Lapola già Vico...llegate, ambientata nei vicoli del quartiere Marina di Cagliari. 

### Gli anni duemila
Dal 2003 al 2007 tornarono su Videolina con le prime edizioni della trasmissione comico-sportiva Come il calcio sui maccheroni. I temi centrali sono il Cagliari Calcio e il campionato di Serie A, temi affrontati in modo ironico e scherzoso. Negli intermezzi comici venivano settimanalmente ospitati giocatori rossoblu, politici e sportivi.
Dal dicembre del 2007 al 6 giugno 2009 i Lapola tornarono in televisione con una trasmissione chiamata Lapola Sciò.

### Gli anni duemiladieci
Il 10 gennaio 2011, dopo un anno di riposo, i Lapola ripresero l'avventura su Videolina, con il programma Lapola no cost che nella prima puntata ottenne quasi il 20% di share.
Il 18 febbraio 2013 i Lapola tornarono su Videolina con una trasmissione intitolata  LAPOLitica, che è dedicata alle elezioni politiche, e meno di un mese dopo, il 4 marzo 2013, seguì la trasmissione Lapola 2013 avanti crisi.
Il 17 marzo 2014 tornarono in onda su Videolina con la trasmissione Il paese dei Farlocchi. In questa trasmissione vennero introdotti nuovi personaggi come: Il mago di Pirri, Zoviraz, Daniele Contu, Giggi con tre G, Efisio, ecc...
Il 13 aprile 2015 tornarono in onda su Videolina con una nuova edizione della trasmissione Come il calcio sui maccheroni.
Il 7 maggio 2018 i Lapola tornarono in onda su Videolina con una nuova trasmissione, che è ambientata in un autobus della linea cittadina cagliaritana, intitolata Avanti c'è posto.
Il 9 dicembre 2019 i Lapola tornano su Videolina con una nuova trasmissione, intitolata Officine Lapola, in onda per dieci puntate.

### Gli anni duemilaventi
Il 29 febbraio 2020 i Lapola realizzarono uno spettacolo al Teatro del Conservatorio di Cagliari, che è un seguito della trasmissione Officine Lapola, intitolato Officine Lapola in teatro.
Il 17 marzo 2023, sotto la produzione della 3 P Tour soc. coop. arl di Tratalias, debuttano su Telesardegna con la loro nuova trasmissione Lapola Circus, in onda per 8 puntate al venerdì sera.
I personaggi Turnover

Come personaggi turnover nella Lapola ci sono stati vari componenti:
Tonino Pisano (Buttafuori)
Gennaro Longobardi (San Gennaro)
Gabriele Cossu e Francesca Zara (Cossu e Zara - Il Genio del Televisore ed Eugenia - Cina - Martina Scopa - Mago Darì - Giovanni Muciaccio - Gelsomina e Felice - Riccardo Scocciato - Norino e Luisella - Roger agente servizio barracelli e comandate - Guido e Chiara - Signor Giustino e badante rumena - Professor Pabassa -       Bianca e Berny - Mau Meda e Aureglia - Vera Pelle e Andy Cappai - Gigabyte - Giusy the body)
Michele e Stefano Manca (Pino & gli anticorpi - Fuffi)
Alessandro Pili (Il Presidente Soru - Tore Canta - Sindaco di Scraffingiu - Don Gigi - Su sonadori de Launeddas - Antoniegua)
Jacopo Cullin (Signor Tonino - Salvatore Pilloni - Angioletto Biddi e' Proccu - L'uomo riccio)
Francesca Murgia (Miss Bidda - Liberty)
Marco Piccu (Tziu Pibioni - Eliseo Mandroni - Dablo Il Grande - Ugo Tanalla)
Pierpaolo Argiolu (Cozzina - Renato Zero)
Benito Urgu (Signora Desolina - Roger Murru - Il capo tenore - Tore Mitraglia)
Pierpaolo Sechi (Zia Rosina - Muratore)

Roberto Zorcolo (Il maestro Hunfrau - DJ Stiga - Sant'Elia)
Le primedonne
Negli anni si sono susseguite negli spettacoli dei Lapola varie primedonne:
- Marisa Piano (1986-1996)
- Luisa Schirru
- Stefania Frigau
- Alessia Simoncelli (2004-2009)
- Federica Urracci (2012)
- Giulia Pirrello (2012)
- Valeria Defraia (2014)
- Claudia Boi (2014)
- Francesca Murgia (dal 2015)